# Гомогенизация (металлургия)

Схема гомогенизации

Гомогенизация в металлургии — выравнивание химического состава сплава, растворение избыточных фаз — гомогенизация системы из смеси металлов и других компонентов сплавов.
При гомогенизации главная движущая сила — увеличение энтропии; понижение энтальпии связано с тем, что растворяются избыточные фазы, имеющие повышенную энергию.

Кинетика гомогенизации

Основной механизм — диффузия, соответственно поток диффузии пропорционален градиенту концентрации:
{\displaystyle J\sim {\frac {\Delta c}{dx}}=\mathrm {grad} (c)}
,
где {\displaystyle J} — диффузионный поток, {\displaystyle c} — концентрация примеси.
Чем больше градиент концентрации, тем быстрее будет проходить гомогенизация. В промышленных металлургических процессах все значимые изменения происходят в течение 1—2 часов.
Скорость диффузии зависит от коэффициента диффузии:
{\displaystyle D=D_{0}\exp {\Bigl (}{\frac {-Q}{RT}}{\Bigr )}},
поскольку коэффициент самодиффузии {\displaystyle D_{0}} и энергия активации диффузии {\displaystyle Q} — характеристики материала, то для ускорения процесса остаётся лишь поднимать температуру, но в есть довольно низкий температурный порог, выше которого начинается чрезмерный рост зерна и возникает опасность пережога.
Есть возможность ускорить процесс воспользовавшись тем, что гомогенизация на разные компоненты требует разного времени: чем меньше {\displaystyle D_{0}} и больше {\displaystyle Q} у компонента, тем больше ему времени требуется на гомогенизацию. Так, углерод по сравнению с железом имеет {\displaystyle Q} вдвое меньше раза меньше, а {\displaystyle D_{0}} — выше на 4 порядка; абсолютное большинство легирующих элементов имеют {\displaystyle D_{0}} меньше, а {\displaystyle Q} — больше. Таким образом, скорость диффузии углерода на 5 порядков выше, чем скорость диффузии металлических атомов, в результате сталь гомогенизируется по углероду в течение 1—2 секунд при охлаждении. В связи с этим углеродистые стали не гомогенизируют, а гомогенизируют легированные стали, растворенные по типу замещения (хром, никель, молибден, вольфрам, титан).
Выравнивание химсостава внутри раствора происходит за счёт решёточной диффузии. Из-за разности концентраций легирующего элемента на границе твёрдого раствора и второй фазы происходит растворение второй фазы и отток легирующего элемента внутрь твёрдого раствора по градиенту концентраций, вплоть до полного растворения второй фазы. Поры образуются при гомогенизации путём захлопывания вакансионных дисков и последующего роста. Зёрна растут по механизму собирательной рекристаллизации.
Ещё один вариант механизма гомогенизации — выравнивание химсостава внутри раствора за счёт массопереноса в результате интенсивной пластической деформации, например в ходе равноканального углового прессования.